# Open 88 Contrexéville 2013
L'Open 88 Contrexéville 2013 è stato un torneo di tennis facente parte della categoria ITF Women's Circuit nell'ambito dell'ITF Women's Circuit 2013. È stata la 7ª edizione del torneo che si è giocata a Contrexéville in Francia dal 15 al 21 luglio 2013 su campi in terra rossa e aveva un montepremi di $50,000.

## Partecipanti

### Teste di serie
| Nazionalità | Giocatrice             | Ranking* | Testa di serie |
| ----------- | ---------------------- | -------- | -------------- |
| Francia     | Claire Feuerstein      | 154      | 1              |
| Germania    | Anna-Lena Friedsam     | 179      | 2              |
| Germania    | Anne Schäfer           | 201      | 3              |
| Svizzera    | Timea Bacsinszky       | 204      | 4              |
| Tunisia     | Ons Jabeur             | 206      | 5              |
| Georgia     | Sofia Shapatava        | 216      | 6              |
| Svizzera    | Amra Sadiković         | 241      | 7              |
| Paesi Bassi | Angelique van der Meet | 271      | 8              |

- Ranking all'8 luglio 2013.

### Altre partecipanti
Giocatrici che hanno ricevuto una wild card:
- Océane Adam
- Fiona Ferro
- Victoria Muntean
- Anaève Pain

Giocatrici che sono passate dalle qualificazioni:
- Alix Collombon
- Silvia Njirić
- Lisanne van Riet
- Nina Zander

Giocatrici che hanno ricevuto un entry come junior exempt:
- Ana Konjuh

## Vincitrici

### Singolare
Timea Bacsinszky ha battuto in finale  Beatriz García Vidagany con il punteggio di 6–1, 6–1

### Doppio
Vanesa Furlanetto /  Amandine Hesse hanno battuto in finale  Ana Konjuh /  Silvia Njirić con il punteggio di 7–6(3), 6–4